# Benito Díaz Iraola
Benito Díaz Iraola (San Sebastián, 17 luglio 1898 – San Sebastián, 1º aprile 1990) è stato un calciatore e allenatore di calcio spagnolo. La sua carriera sportiva è legata alla squadra della Real Sociedad. Suo fratello maggiore, Salvador è stato CT della Spagna.

## Carriera

### Giocatore
Dopo aver giocato in alcune squadre basche, Díaz Iraola si trasferì alla Real Sociedad dove giocò per 10 anni, dal 1917 al 1927.

### Allenatore
Ancora giocatore, Díaz Iraola divenne allenatore della Real Sociedad. Nel 1930, decide di lasciare la direzione della squadra di San Sebastián per dedicarsi al commercio.
Nel 1937 torna nel calcio allenando il Bordeaux. Nel 1941 vincerà con la squadra francese la Coppa di Francia, la prima nella storia dei girondini. Lascerà il Bordeaux nel 1942 per allenare nuovamente la Real Sociedad che guiderà fino al 1951.
Nel 1950 farà parte dello staff del CT spagnolo Guillermo Eizaguirre al Mondiale 1950 in cui la Spagna arriverà al quarto posto, miglior risultato conseguito dalle Furie Rosse in un mondiale fino al 2010.
Il suo ultimo incarico da allenatore sarà nel 1953, anno in cui guiderà l'Atlético Madrid per una stagione.
Nel 1968 riceverà la Medaglia d'Argento al Merito Sportivo.

## Palmarès

### Giocatore
- Campeonato de Gipuzkoa: 2

Real Sociedad: 1924-1925, 1926-1927

### Allenatore
- Coppa di Francia: 1

Bordeaux: 1940-1941
- Segunda División spagnola: 1

Real Sociedad: 1948-1949